# Узуново
Узуново е село в Южна България. То се намира в община Асеновград, област Пловдив.

## География
Село Узуново се намира в планински район.

## История
През 1979 г. село Узуново се образува от сливането на махалите Узунова и Карабекир, и двете от с. Три могили. Населението му към 1985 г. наброява 112 души.